# Atemptat del 31 d'octubre de 2017 a Nova York
El 31 d'octubre de 2017, una camioneta Pick-up va atropellar un plegat de vianants en un pas per a bicicletes al West Street del Lower Manhattan, Nova York (40° 43′ 02″ N, 74° 00′ 46″ O / 40.717126°N,74.012760°O), causant vuit morts i diversos ferits. El conductor va ser ferit per la policia, i posteriorment va ser detingut, segons el cap del New York City Police Department. En conèixer els detalls del que havia passat, les autoritats van començar a manejar la probabilitat d'un possible atemptat terrorista.

## Atacant

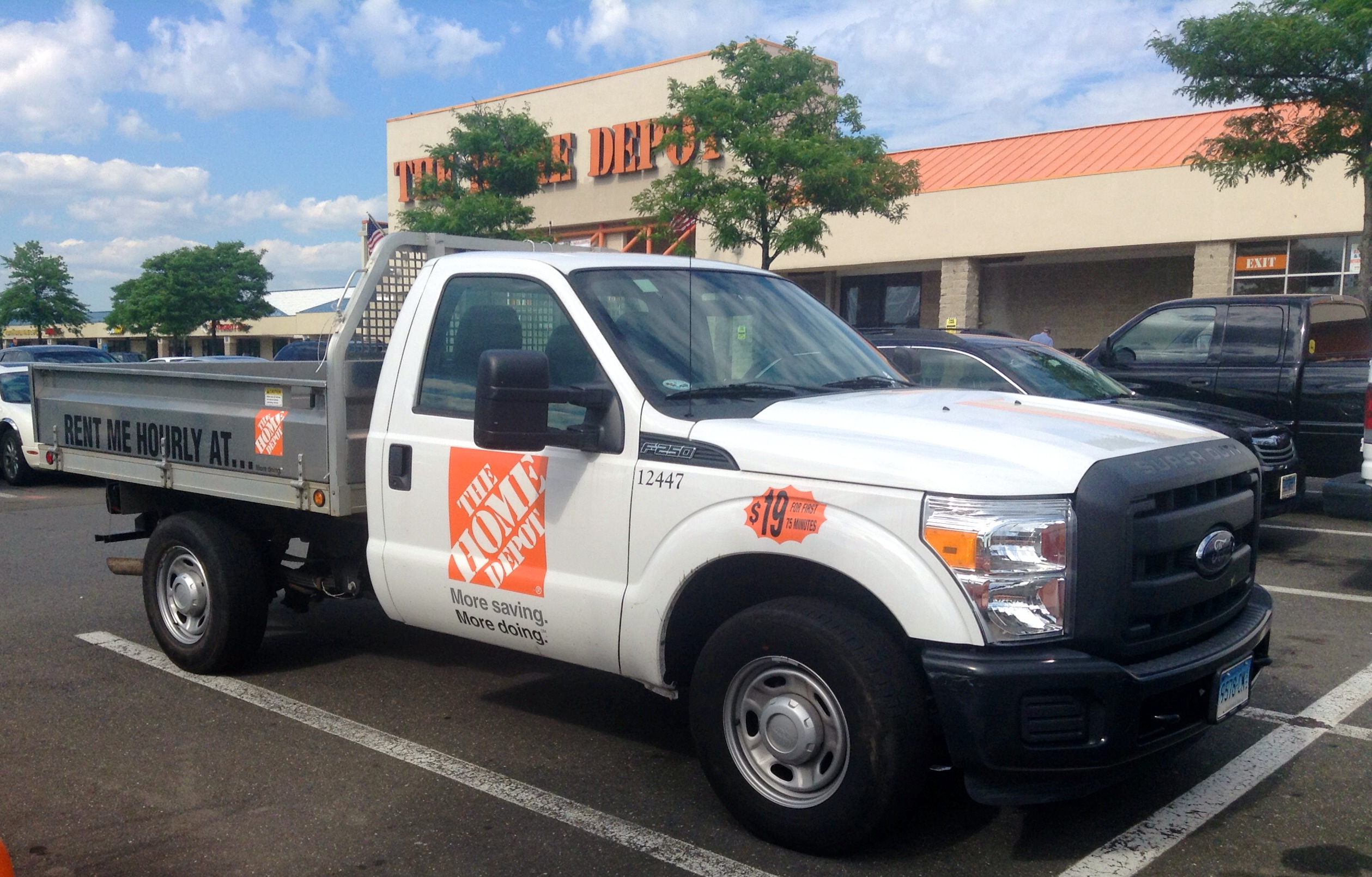
Pick-up del tipus emprat a l'atac

La policia va comunicar que el "presumpte atacant" era Sayfullo Saipov, un ciutadà de l'Uzbekistan de 29 anys, amb residència permanent als Estats Units, concretament a Tampa, Florida i  Patterson, Nova Jersey.

## Víctimes
En total, 8 persones van ser assassinades i més de 12 van resultar ferides en aquest «acte de terrorisme», que és com finalment va ser catalogat per les autoritats, un cop vistes les evidències. En una compareixença davant els mitjans l'alcalde de Nova York, Bill de Blasio, va confirmar que l'atropellament a Manhattan havia estat "un covard acte terrorista".
| País         | Morts | Ferits | Total |
| ------------ | ----- | ------ | ----- |
| Argentina    | 5     | 1      | 6     |
| Estats Units | 2     | 2      | 4     |
| Bèlgica      | 1     | 3      | 4     |
| Alemanya     | 0     | 1      | 1     |
| Desconegut   | 0     | 5      | 5     |
| Total        | 8     | 12     | 20    |

## Galeria

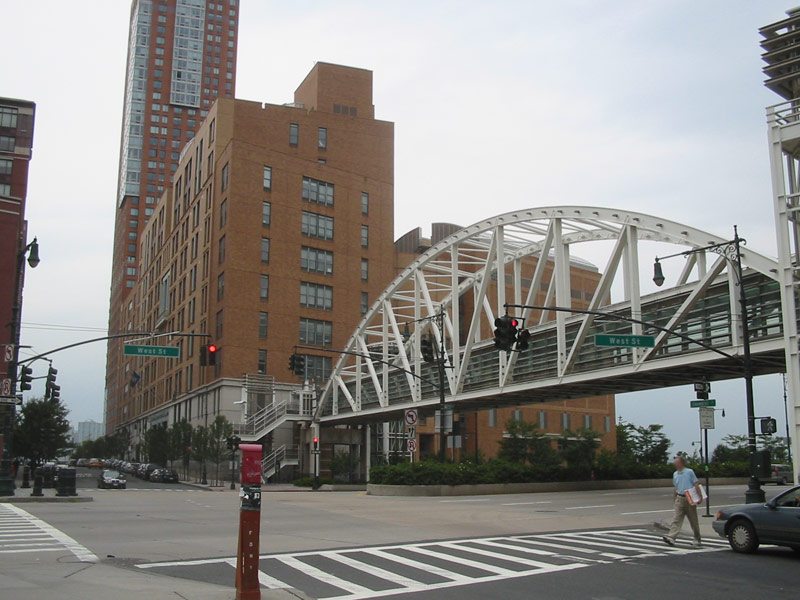
Tribeca bridge
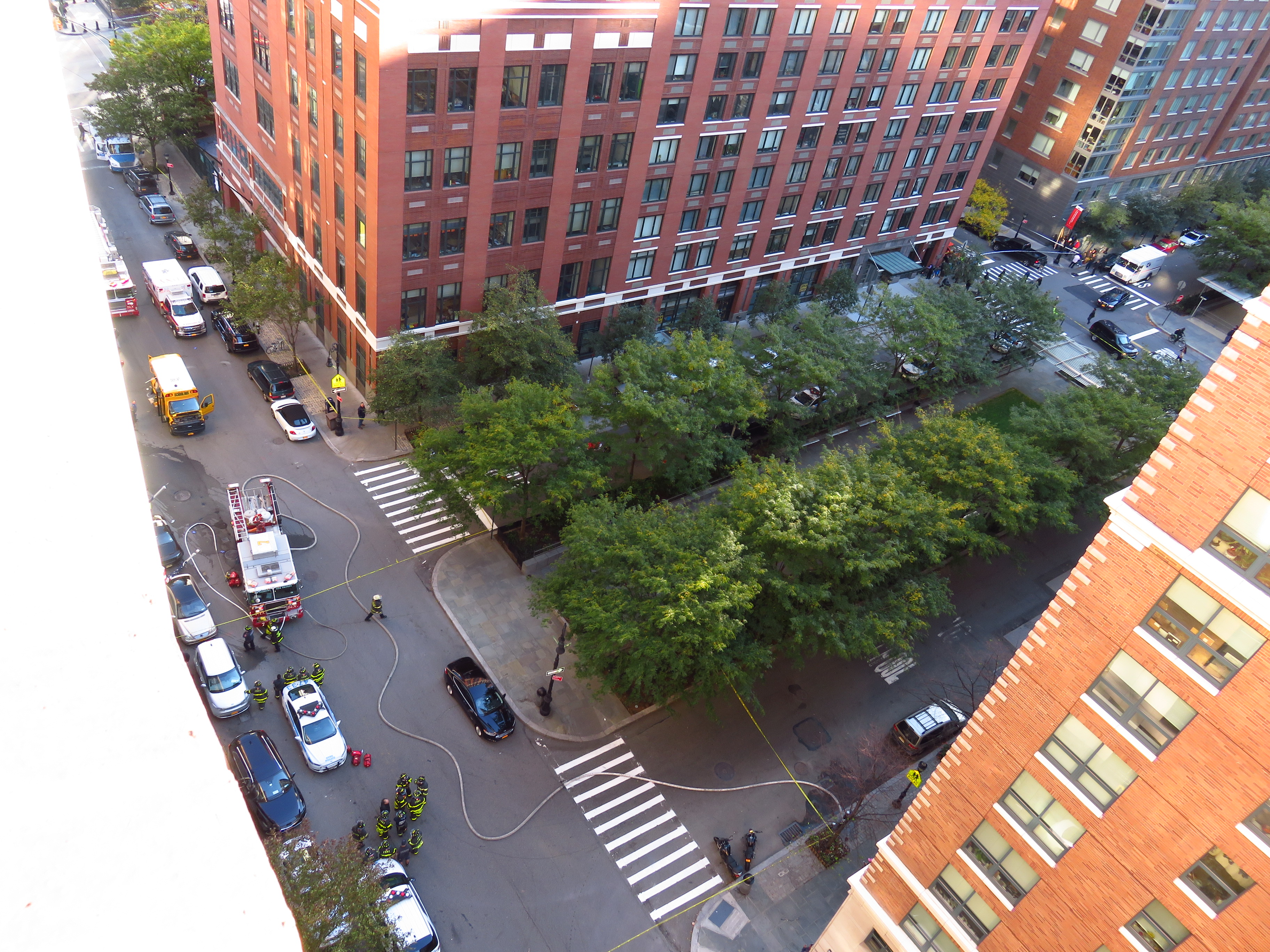
Després de l'atac
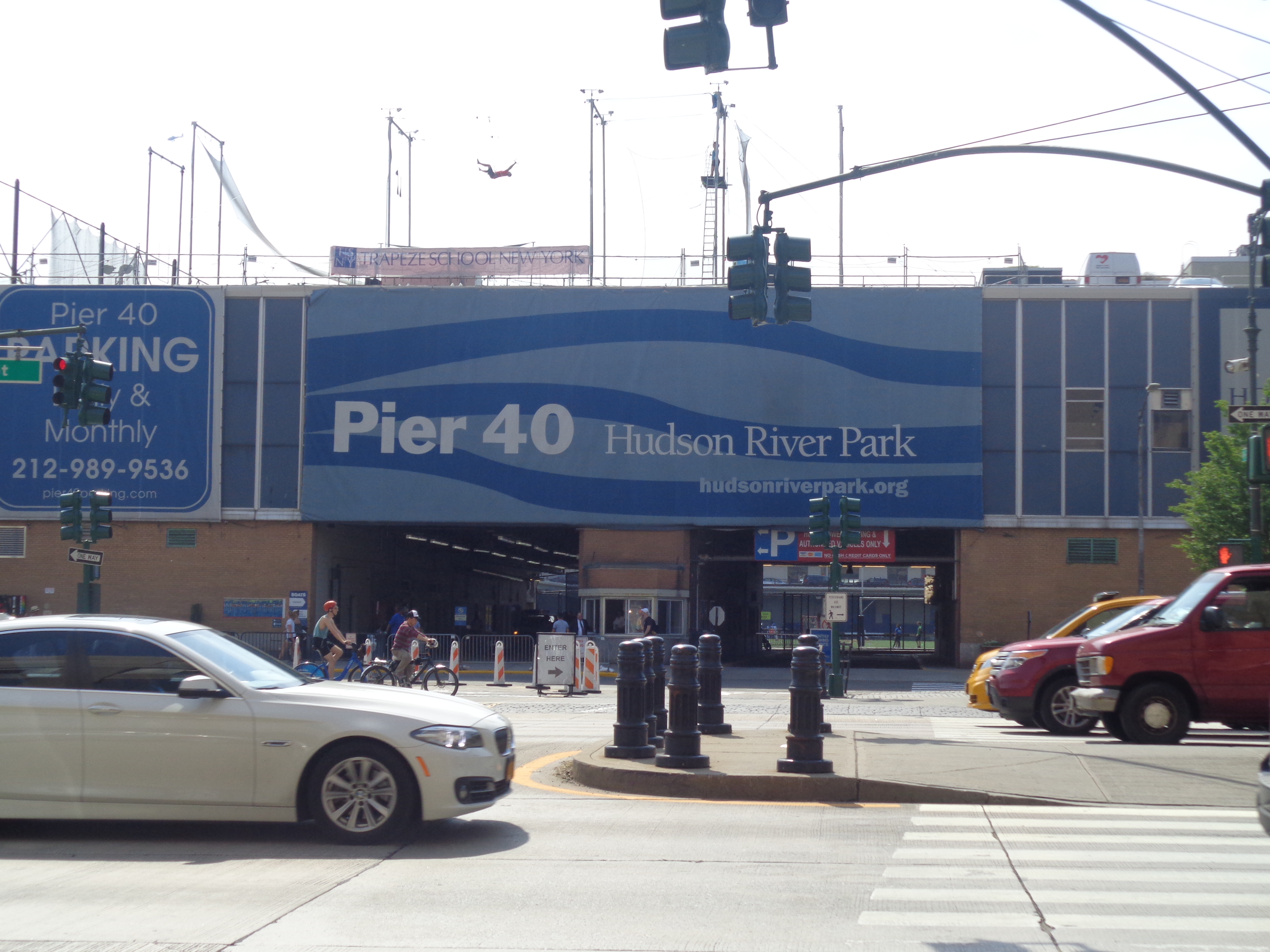
West Street, Greenwich Village